# نهنگ بینی‌بطری جنوبی
نهنگ بینی‌بطری جنوبی از اعضای سرده نهنگ بینی‌بطری از خانواده نوک‌نهنگان است و جزو پرشمارترین نهنگ‌های ساکن آب‌های اقیانوس منجمد جنوبی به شمار می‌رود.

## ویژگی‌ها
نهنگ بینی‌بطری جنوبی بزرگ و گوشتی است و در هنگام بلوغ طولی میان ۶ تا ۹ متر پیدا می‌کند. بخش ملون در سر این گونه شکلی به شدت گرد و شبیه به توپ دارد. نوک این نهنگ کوتاه و همانند نوک دلفین است. رنگ بدن قهوه‌ای تیره تا زرد است با بخش‌های روشن‌تر در پهلوها و زیر. گمان بر این می‌رود که رنگ بدن آن‌ها به خاطر تشکیل لایه‌ی نازکی از فیتوپلانکتون‌ها بر پوستشان پدید می‌آید. باله پشتی کوچک است و اندازه‌ای برابر ۳۸-۳۰ سانتی‌متر دارد و در میانه بخش عقبی بدن قرار دارد. شکل آن داس‌مانند است و اغلب در انتها تیز به نظر می‌آید.
این جانوران به خاطر قلمرو دورافتاده و دور از دسترسشان به ندرت دیده می‌شوند. آن‌ها پس از نگه‌داشتن نفس خود برای زمان طولانی مدت به نسبت زیادی را روی سطح آب برای نفس‌گیری می‌گذرانند (کمینه ۱۰ دقیقه). این نهنگ‌ها همچنین می‌توانند تا ۶۰ دقیقه زیر آب سر کنند، اگرچه زیر آب رفتن‌های عادی معمولن این مقدار طول نمی‌کشد. نهنگ‌های پوزه‌بطری جنوبی در گروه‌هایی میان ۱۰ تا ۲۵ عضو زندگی می‌کنند و گروه‌های کم‌جمعیت تر در میانشان معمول‌تر است.

## تغذیه
نهنگ‌ها بینی‌بطری جنوبی بیشتر از ماهی مرکب و کریل (نوعی میگو) تغذیه می‌کنند.

## گستره و جمعیت
نهنگ بینی‌بطری جنوبی آب‌های خنک را ترجیح می‌دهد و در تابستان‌ها به مناطق یخی قطب جنوب نزدیک می‌شود. در ماه‌های سرد زمستان اما به سوی آب‌های مناطق گرمسیری مهاجرت می‌کند.
این گونه در آب‌های استرالیا و زلاندنو و برزیل و آرژانتین و تیرا دل فوئگو و جزایر فالکلند و جزایر جورجیای جنوبی و جزایر ارکنی جنوبی و آفریقای جنوبی و بخش‌های قطبی اقیانوس‌های آرام و هند زندگی می‌کنند. آن‌ها همچنین در نزدیکی سری لانکا دیده شده‌اند.